# Liste des matchs de l'équipe de Tchéquie de football par adversaire

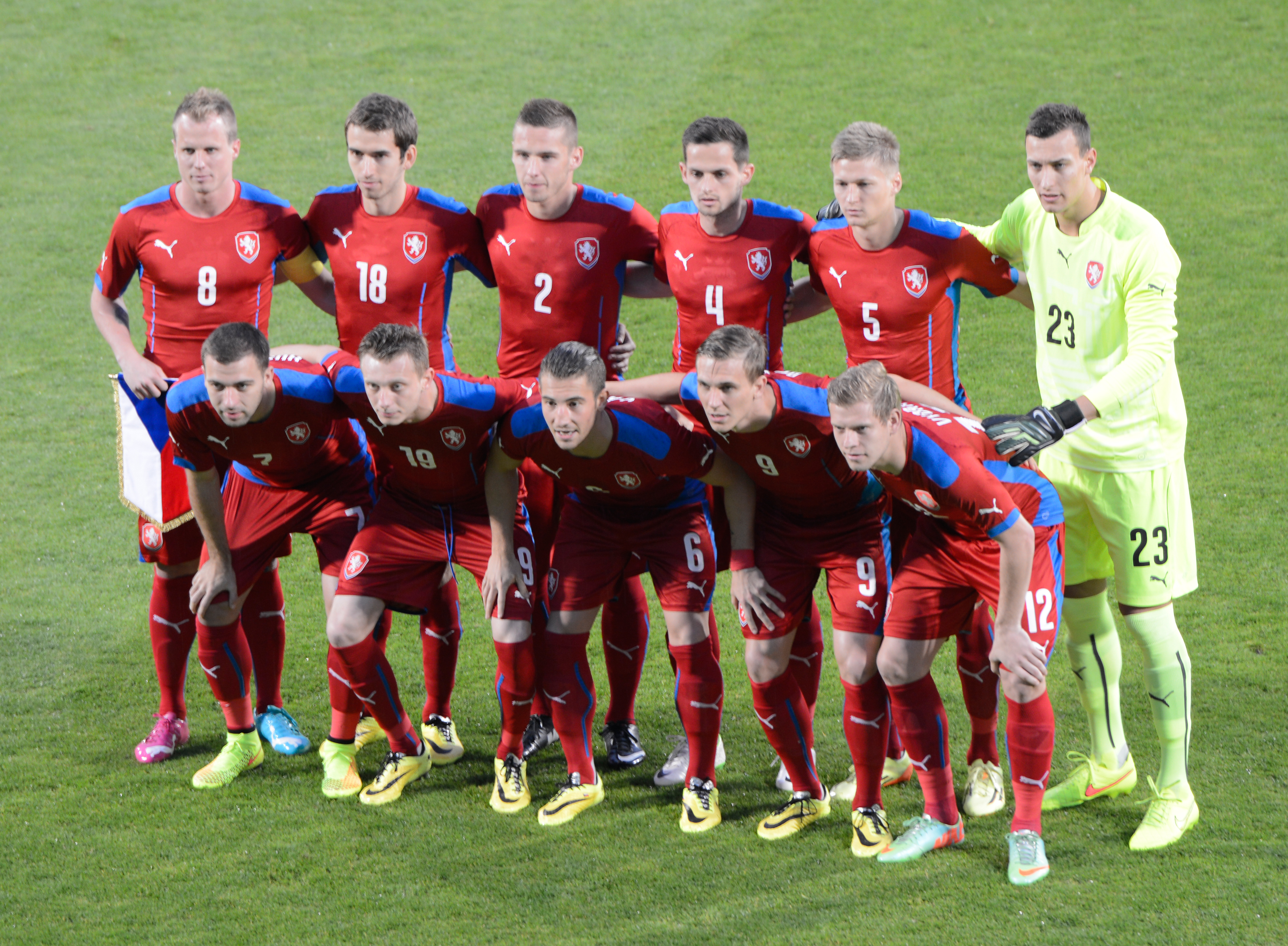
2014

Cette liste présente les matchs de l'équipe de Tchéquie de football par adversaire rencontré. Lorsqu'une rivalité footballistique particulière existe entre la Tchéquie et un autre pays, une page spécifique est parfois proposée.
- Haut – A
- B
- C
- D
- E
- F
- G
- H
- I
- J
- K
- L
- M
- N
- O
- P
- Q
- R
- S
- T
- U
- V
- W
- X
- Y
- Z

## A

### Afrique du Sud
| Date             | Lieu  | Match                     | Score | Compétition                              |
| 13 décembre 1997 | Riyad | Afrique du Sud - Tchéquie | 2-2   | Coupe des confédérations 1997 (Groupe B) |

Bilan
- Total de matchs disputés : 1
- Victoire de l'équipe d'Afrique du Sud : 0
- Victoire de l'équipe de Tchéquie : 0
- Match nul : 1

### Albanie
| Date             | Lieu             | Match              | Score | Compétition             |
| ---------------- | ---------------- | ------------------ | ----- | ----------------------- |
| 7 Septembre 2023 | Liberec Tchéquie | Tchéquie - Albanie | 1-1   | Qualification Euro 2024 |
| 12 Octobre 2023  | Tirana           | Albanie - Tchéquie | 3-0   | Qualification Euro 2024 |
| 11 Octobre 2024  | Teplice Tchéquie | Tchéquie - Albanie |       | LIGUE DES NATIONS 24/25 |
| 16 Novembre 2024 | Tirana           | Albanie - Tchéquie |       | LIGUE DES NATIONS 24/25 |

### Allemagne
| Date         | Lieu       | Match                | Score     | Compétition          |
| 9 juin 1996  | Manchester | Allemagne - Tchéquie | 2-0       | Euro 1996 (Groupe C) |
| 30 juin 1996 | Londres    | Allemagne - Tchéquie | 2-1 b.e.o | Euro 1996 (Finale)   |

Bilan partiel
- Total de matchs disputés : 2
- Victoires de l'équipe d'Allemagne : 1
- Matchs nuls : 1
- Victoires de l'équipe de Tchéquie : 0

### Andorre
| Date         | Lieu                       | Match              | Score | Compétition                                |
| 30 mars 2005 | Andorre-la-Vieille Andorre | Andorre - Tchéquie | 0 - 4 | Qualifications pour la Coupe du monde 2006 |
| 4 juin 2005  | Liberec Tchéquie           | Tchéquie - Andorre | 8 - 1 | Qualifications pour la Coupe du monde 2006 |

Bilan
- Total de matchs disputés : 2
- Victoires de l'équipe d'Andorre : 0
- Victoires de l'Tchéquie : 2
- Match nul : 0

### Angleterre
| Date       | Lieu               | Match                | Score | Compétition      |
| ---------- | ------------------ | -------------------- | ----- | ---------------- |
| 22/03/2019 | Londres Angleterre | Angleterre - Tchèque | 5-0   | EC Qualification |
| 11/10/2019 | Liberec Tchéquie   | Tchèque - Angleterre | 2-1   | EC Qualification |
| 22/06/2021 | Londres Angleterre | Angleterre - Tchèque | 0-1   | Euro 2020        |

### Australie
| Date         | Lieu             | Match                | Score | Compétition  |
| 29 mars 2000 | Teplice Tchéquie | Tchéquie - Australie | 3-1   | Match amical |

Bilan
- Total de matchs disputés : 1
- Victoires de l'équipe d'Australie : 0
- Victoires de l'équipe de Tchéquie : 1
- Match nul : 0

## B

### Brésil
| Date             | Lieu   | Match             | Score | Compétition                                |
| 19 décembre 1997 | Riyad  | Brésil - Tchéquie | 2-0   | Coupe des confédérations 1997 (1/2 finale) |
| 26 mars 2019     | Prague | Tchéquie - Brésil | 1-3   | Match amical                               |

Bilan
- Total de matchs disputés : 2
- Victoire de l'équipe du Brésil : 4
- Victoire de l'équipe de Tchéquie : 1
- Match nul : 0

### Bulgarie
| Date             | Lieu   | Match               | Score | Compétition                                                |
| 2 septembre 2000 | Sofia  | Bulgarie - Tchéquie | 0-1   | Qualification pour la coupe du monde de football 2022 (en) |
| 6 octobre 2001   | Prague | Tchéquie - Bulgarie | 6-0   | Qualification pour la coupe du monde de football 2002 (en) |

Bilan
- Total de matchs disputés : 2
- Victoire de l'équipe de Tchéquie : 0
- Victoire de l'équipe de Bulgarie : 7
- Match nul : 0

## C

### Croatie
| Date         | Lieu          | Match              | Score | Compétition          |
| 17 juin 2016 | Saint-Étienne | Tchéquie - Croatie | 2 - 2 | Euro 2016 (Groupe D) |
| 18 juin 2021 | Glasgow       | Croatie - Tchéquie | 1-1   | Euro 2020 (Groupe D) |

Bilan
- Total de matchs disputés : 2
- Victoires de l'équipe de Croatie : 0
- Victoires de l'équipe de Tchéquie : 0
- Matchs nuls :2

## D

### Danemark

#### Liste des matchs officielle
| Date     | Lieu              | Match               | Score | Compétition           |
| -------- | ----------------- | ------------------- | ----- | --------------------- |
| 08.09.12 | Copenhague        | Danemark - Tchéquie | 0 - 0 | Éliminatoires CM 2014 |
| 22.03.13 | Teplice Tchéquie  | Tchéquie - Danemark | 0 - 3 | Éliminatoires CM 2014 |
| 03.07.21 | Bakou Azerbaïdjan | Tchéquie - Danemark | 1-2   | Euro 2020             |

## E

### Émirats arabes unis
| Date             | Lieu   | Match                          | Score             | Compétition                              |
| 17 décembre 1997 | Riyad  | Tchéquie - Émirats arabes unis | 6 - 1             | Coupe des confédérations 1997 (Groupe B) |
| 15 novembre 2009 | Al-Aïn | Émirats arabes unis - Tchéquie | 0-0 (t.a.b : 3-2) | Match amical                             |

#### Bilan
Au 12 avril 2019 :
- Total de matchs disputés : 2
- Victoire de l'équipe des Émirats arabes unis : 0
- Victoire de l'équipe de Tchéquie : 1
- Match nul : 1

### Espagne
| Date           | Lieu               | Match              | Score | Compétition                                |
| 9 octobre 1996 | Prague Tchéquie    | Tchéquie - Espagne | 0-0   | Qualifications pour la Coupe du monde 1998 |
| 8 juin 1997    | Valladolid Espagne | Espagne - Tchéquie | 1-0   | Qualifications pour la Coupe du monde 1998 |
| 13 juin 2016   | Toulouse France    | Espagne - Tchéquie | 1-0   | Euro 2016 (1er tour)                       |

Bilan
- Total de matchs disputés : 3
- Victoires de l'équipe d'Espagne : 2
- Victoires de l'équipe de Tchéquie : 0
- Matchs nuls : 1

### États-Unis
| Date         | Lieu          | Match                 | Score | Compétition                    |
| 12 juin 2006 | Gelsenkirchen | États-Unis - Tchéquie | 0-3   | Coupe du monde 2006 (Groupe E) |

Bilan partiel
- Total de matchs disputés : 1
- Victoire de la Tchéquie : 1
- Victoire des États-Unis : 0
- Match nul : 0
- Buts marqués par la Tchéquie : 3
- Buts marqués par les États-Unis : 0

## F

### France
| Date            | Lieu                  | Match             | Score           | Compétition             |
| 17 août 1994    | Bordeaux France       | France - Tchéquie | 2-2             | amical                  |
| 26 juin 1996    | Manchester Angleterre | Tchéquie - France | 0-0 (t.a.b 6-5) | Euro 1996 (demi-finale) |
| 16 juin 2000    | Bruges Belgique       | France - Tchéquie | 2-1             | Euro 2000 (1er tour)    |
| 12 février 2003 | Saint-Denis France    | France - Tchéquie | 0-2             | amical                  |

* Le 26 juin 1996, la Tchéquie élimine la France aux tirs au but (6-5) et se qualifie pour la finale de l'Euro 1996
Bilan
- Total de matches disputés : 4
- Victoire de l'équipe de France : 1
- Matches nuls : 2
- Victoire de l'équipe de Tchéquie : 1
- Buts pour l'équipe de France : 4
- Buts pour l'équipe de Tchéquie : 5

## G

### Géorgie
| Date             | Lieu               | Match            | Score | Compétition                        |
| ---------------- | ------------------ | ---------------- | ----- | ---------------------------------- |
| 22 Juin 2024     | Hambourg Allemagne | Géorgie-Tchéquie | 1-1   | Euro 2024 (Première tour Groupe E) |
| 7 Septembre 2024 | Tiblisi            | Géorgie-Tchéquie |       | LIGUE DES NATIONS 24/25            |
| 19 Novembre 2024 | Prague             | Tchéquie-Géorgie |       | LIGUE DES NATIONS 24/25            |

### Ghana
| Date         | Lieu              | Match            | Score | Compétition                    |
| 17 juin 2006 | Cologne Allemagne | Ghana - Tchéquie | 2-0   | Coupe du monde 2006 (Groupe E) |

Bilan
- Total de matchs disputés : 1
- Victoires de l'équipe du Ghana : 1
- Victoires de l'équipe de Tchéquie : 0
- Match nul : 0

### Grèce
| Date         | Lieu            | Match            | Score | Compétition          |
| 12 juin 2012 | Wrocław Pologne | Grèce - Tchéquie | 1 - 2 | Euro 2012 (Groupe A) |

Bilan
- Total de matchs disputés : 1
- Victoires de l'équipe du Grèce : 0
- Victoires de l'équipe de Tchéquie : 1
- Match nul : 0

## I

### Italie
| Date         | Lieu      | Match             | Score | Compétition                    |
| 14 juin 1996 | Liverpool | Tchéquie - Italie | 2-1   | Euro 1996 (Groupe C)           |
| 22 juin 2006 | Hambourg  | Italie - Tchéquie | 2-0   | Coupe du monde 2006 (Groupe E) |

Bilan
- Total de matchs disputés : 2
- Victoires de l'équipe d'Italie : 1
- Victoires de l'équipe de Tchéquie : 1
- Match nul : 0

## J

### Japon
Confrontations entre la Tchéquie et le Japon :
| Date          | Lieu     | Match            | Score | Compétition                |
| 24 mai 1998   | Yokohama | Japon - Tchéquie | 0-0   | Match amical               |
| 28 avril 2004 | Prague   | Tchéquie - Japon | 0-1   | Match amical               |
| 7 juin 2011   | Yokohama | Japon - Tchéquie | 0-0   | Match amical (Coupe Kirin) |

Bilan
Total de matchs disputés : 3
- Victoire de l'équipe du Japon : 1
- Matchs nuls : 2
- Victoire de l'équipe de Tchéquie : 0

## L

### Lettonie
| Date         | Lieu            | Match               | Score | Compétition          |
| 15 juin 2004 | Aveiro Portugal | Tchéquie - Lettonie | 2-1   | Euro 2004 (Groupe D) |

Bilan
Total de matchs disputés : 1
- Victoire de l'équipe de Lettonie : 1
- Matchs nuls : 0
- Victoire de l'équipe de Tchéquie : 0

## M

### Monténégro
| Date             | Lieu                  | Match                 | Score | Compétition                       |
| 11 novembre 2011 | Prague, Tchéquie      | Tchéquie - Monténégro | 2-0   | Barrage d'accession à l'Euro 2012 |
| 15 novembre 2011 | Podgorica, Monténégro | Monténégro - Tchéquie | 0-1   | Barrage d'accession à l'Euro 2012 |

Bilan
- Total de matchs disputés : 2
- Victoires de l'équipe du Monténégro : 0
- Matchs nuls : 0
- Victoires de l'équipe deTchéquie : 2
- Total de buts marqués par l'équipe du Monténégro : 0
- Total de buts marqués par l'équipe de Tchéquie : 3

## P

### Pays-Bas
| Date              | Lieu               | Match               | Score | Compétition                                |
| 16 novembre 1994  | Rotterdam Pays-Bas | Pays-Bas - Tchéquie | 0-0   | Qualifications pour l'Euro 1996            |
| 26 avril 1995     | Prague Tchéquie    | Tchéquie - Pays-Bas | 3-1   | Qualifications pour l'Euro 1996            |
| 11 juin 2000      | Amsterdam Pays-Bas | Pays-Bas - Tchéquie | 1-0   | Euro 2000 (1er tour)                       |
| 29 mars 2003      | Rotterdam Pays-Bas | Pays-Bas - Tchéquie | 1-1   | Qualifications pour l'Euro 2004            |
| 10 septembre 2003 | Prague Tchéquie    | Tchéquie - Pays-Bas | 3-1   | Qualifications pour l'Euro 2004            |
| 19 juin 2004      | Aveiro Portugal    | Pays-Bas - Tchéquie | 2-3   | Euro 2004 (1er tour)                       |
| 8 septembre 2004  | Amsterdam Pays-Bas | Pays-Bas - Tchéquie | 2-0   | Qualifications pour la Coupe du monde 2006 |
| 8 octobre 2005    | Prague Tchéquie    | Tchéquie - Pays-Bas | 0-2   | Qualifications pour la Coupe du monde 2006 |
| 9 septembre 2014  | Prague Tchéquie    | Tchéquie - Pays-Bas | 2-1   | Qualifications pour la Euro 2016           |
| 13 octobre 2015   | Amsterdam Pays-Bas | Pays-Bas - Tchéquie | 2-3   | Qualifications pour la Euro 2016           |
| 27 juin 2021      | Budapest Hongrie   | Pays-Bas - Tchéquie | 0-2   | Euro 2020                                  |

Bilan
- Total de matchs disputés : 11
- Victoires de l'équipe de Tchéquie : 6
- Victoires de l'équipe des Pays-Bas : 3
- Matchs nuls : 2

### Pologne
| Date            | Lieu             | Match            | Score | Compétition                        |
| 12 mars 1997    | Ostrava Tchéquie | Tchéquie-Pologne | 2-1   | Match amical                       |
| 28 avril 1999   | Varsovie Pologne | Pologne-Tchéquie | 2-1   | Match amical                       |
| 6 février 2008  | Larnaca Chypre   | Pologne-Tchéquie | 2-0   | Match amical                       |
| 11 octobre 2008 | Chorzów Pologne  | Pologne-Tchéquie | 2-1   | Qualifications Coupe du monde 2010 |
| 10 octobre 2009 | Prague Tchéquie  | Tchéquie-Pologne | 2-0   | Qualifications Coupe du monde 2010 |
| 16 juin 2012    | Wrocław Pologne  | Tchéquie-Pologne | 1-0   | Euro 2012 (Groupe A)               |

Bilan
- Total de matchs disputés : 6
- Victoires de l'équipe de Pologne : 3
- Victoires de l'équipe de Tchéquie : 3
- Matchs nuls : 0

### Portugal
| Date              | Lieu                  | Match               | Score | Compétition               |
| 23 juin 1996      | Birmingham Angleterre | Portugal - Tchéquie | 0-1   | Euro 1996 (1/4 de finale) |
| 11 juin 2008      | Genève Suisse         | Tchéquie - Portugal | 1-3   | Euro 2008 (1er tour)      |
| 21 juin 2012      | Varsovie Pologne      | Tchéquie - Portugal | 0-1   | Euro 2012 (1/4 de finale) |
| 8 Juin 2022       | Lisbonne Portugal     | Portugal - Tchéquie | 2-0   | Ligue Des Nation          |
| 23 Septembre 2022 | Prague Tchéquie       | Tchéquie - Portugal | 0-4   | Ligue Des Nation          |
| 18 Juin 2024      | Leipzig Allemagne     | Portugal - Tchéquie | 2-1   | Euro 2024 (Groupe E)      |

Bilan
- Total de matchs disputés : 6
- Victoires de l'équipe du Portugal : 5
- Victoires de l'équipe de Tchéquie : 1
- Match nul : 0

## R

### Russie
| Date         | Lieu                 | Match             | Score | Compétition          |
| 19 juin 1996 | Liverpool Angleterre | Tchéquie - Russie | 3-3   | Euro 1996 (1er tour) |
| 8 juin 2012  | Wrocław Pologne      | Russie - Tchéquie | 4-1   | Euro 2012 (1er tour) |

Bilan
- Total de matchs disputés : 2
- Victoires de l'équipe de Tchéquie : 0
- Victoires de l'équipe de Russie : 1
- Matchs nuls : 1

## S

### Suisse
| Date          | Lieu               | Match           | Score | Compétition                           |
| 20 avril 1994 | Zurich, Suisse     | Suisse-Tchéquie | 3-0   | Amical                                |
| 1er juin 1996 | Bâle, Suisse       | Suisse-Tchéquie | 1-2   | Amical                                |
| 18 août 1999  | Drnovice, Tchéquie | Tchéquie-Suisse | 3-0   | Amical                                |
| 7 juin 2008   | Bâle, Suisse       | Suisse-Tchéquie | 0-1   | Championnat d'Europe de football 2008 |

Bilan
- Total de matchs disputés : 4
- Victoires de l'équipe de Tchéquie : 3
- : Victoire de l'équipe de Suisse : 1
- Match nul : 0

## T

### Turquie
Confrontations entre l'équipe de Tchéquie et l'équipe de Turquie de football.
| 21/06/2016      | Lens 🇫🇷 France      | Turquie - Tchéquie | 2-0 | Euro 2016            |
| 23 février 1994 | Istanbul Turquie    | Turquie - Tchéquie | 1-4 | Match amical         |
| 26 mars 1996    | Ostrava Tchéquie    | Tchéquie - Turquie | 3-0 | Match amical         |
| 30 avril 2003   | Teplice Tchéquie    | Tchéquie - Turquie | 4-0 | Match amical         |
| 1er mars 2006   | Izmir Turquie       | Turquie - Tchéquie | 2-2 | Match amical         |
| 15 juin 2008    | Genève Suisse       | Turquie - Tchéquie | 3-2 | Euro 2008 (Groupe A) |
| 22 mai 2010     | Harrison États-Unis | Turquie - Tchéquie | 2-1 | Match amical         |
| 6 février 2013  | Manisa Turquie      | Turquie - Tchéquie | 0-2 | Match amical         |
| 21 juin 2016    | Lens France         | Tchéquie - Turquie | 0-2 | Euro 2016 (groupe D) |
| 26 juin 2024    | Hambourg Allemagne  | Tchéquie - Turquie | 1-2 | Euro 2024 (groupe F) |

Bilan
- Total de matchs disputés : 9
- Victoires de la Tchéquie : 4
- Victoires de la Turquie : 4
- Matchs nuls : 1

## U

### Ukraine
| Date     | Lieu             | Match              | Score | Compétition             |
| -------- | ---------------- | ------------------ | ----- | ----------------------- |
| 6/09/18  | Teplice Tchéquie | Tchéquie - Ukraine | 1-2   | LIGUE DES NATIONS 18/19 |
| 16/10/18 | Kiev Ukraine     | Ukraine - Tchéquie | 1-0   | LIGUE DES NATIONS 18/19 |
| 10/09/24 | Prague Tchéquie  | Tchéquie - Ukraine |       | LIGUE DES NATIONS 24/25 |
| 14/10/24 | Kiev Ukraine     | Ukraine - Tchéquie |       | LIGUE DES NATIONS 24/25 |

### Uruguay
| Date             | Lieu  | Match              | Score | Compétition                                            |
| 15 décembre 1997 | Riyad | Uruguay - Tchéquie | 2-1   | Coupe des confédérations 1997 (Groupe B)               |
| 21 décembre 1997 | Riyad | Tchéquie - Uruguay | 1-0   | Coupe des confédérations 1997 (Match pour la 3e place) |

Bilan
- Total de matchs disputés : 2
- Victoire de l'équipe de Tchéquie : 1
- Victoire de l'équipe d'Uruguay : 1
- Match nul : 0